# Rapperswil
Rapperswil (SG) egy svájci város Sankt Gallen kantonban.

## Fekvése
A kanton délnyugati részén, a Zürichi-tó keleti partján fekszik, ennek, az óvárosnak és a Knie-cirkusznak köszönhetően kedvelt kirándulóhely.

## Címere
A város címerében ezüst alapon két vörös rózsa látható, melyeknek sárga a közepe. A két virág egymás tükörképe. A címere miatt Rapperswilt Rosenstadtnak (Rózsaváros) is nevezik.

## Története

### Korai története
Archeológiai kutatások szerint a terület körülbelül 5000 éve lakott. Első ismert lakói a kelták voltak, őket a rómaiak követték.

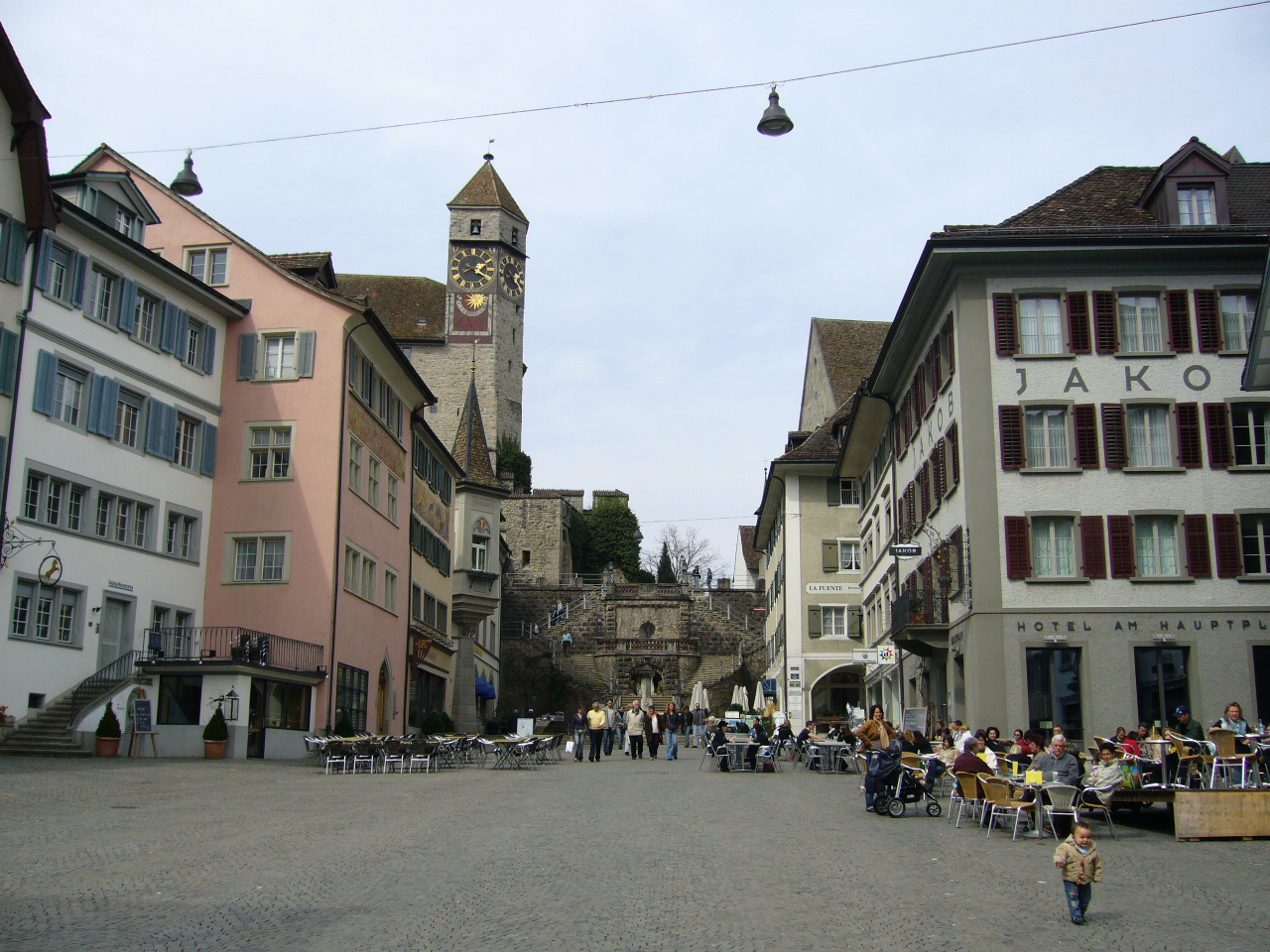
Rapperswil főtere

### Rapperswil grófjai
A terület ura a Rapperswiler nemesi család volt, akiknek főleg Kelet- és Közép-Svájcban terültek el a birtokaik. Központjuk az Alt-Rapperswil-kastély volt, ami Altendorf településen áll.
1200 körül Rudolf von Rapperswil új székhelyet építtetett magának: a Schloss Rapperswilt, és a kastély mellett megalapította Rapperswil városát. A települést először egy 1229-ben keletkezett okirat említi meg. 1232-1233-ban a Rapperswiler család grófi címet kapott.
A família alapította a wettingeni (1227) és a warmsbuchi (1259) kolostorokat, emellett a helytartói tisztséget gyakorolták az einsiedelni kolostor felett. A wettingeni intézménynek 1227-ben és 1290-ben elajándékozták, illetve eladták a javaikat Uri területéről.
Ekkoriban a család birtokainak jelentős része a Zürichi-tó felső része körül, Marchban és az uri Greifensee közelében helyezkedett el.
A dinasztia 1283-ban III. Rudolf rapperswili gróf halálával zárult le. Elhalálozása után Habsburg Rudolf tette hűbéresévé a területet, aminek további örökösei Elisabeth von Rapperswil (az utolsó Rapperswiler gróf testvére) férjei, Ludwig von Homberg gróf (†1286) és Rudolf von Habsburg-Laufenburg gróf (†1315) voltak. Utánuk I. Johann von Habsburg-Laufenburg gróf (†1337) és II. Johann von Habsburg-Laufenburg gróf (†1380) voltak Rapperswil grófság urai.

## Sport
Rapperswil jégkorongcsapata, a Rapperswil-Jona Lakers, mely 1994-es feljutása óta a svájci Nationalliga A-ban (az ottani jéghoki-ligarendszer legmagasabb osztályában) játszik. Becenevük "Rosenstädter", azaz "Rózsavárosiak".
Rapperswil-Jona egy labdarúgócsapatnak is otthont ad (FCRJ). A klubot 1928-ban alapították, az gárda az 1. liga 3. csoportjában szerepel.
Rapperswil-Jonában a sportegyesületeket illetően nagy a változatosság.

## Testvérvárosai
- Aalborg (Dánia)
- Bagno di Romagna (Olaszország)

## Jona és Rapperswil infrastrukturális közössége
A két település korábban külön-külön járáshoz tartozott, de egy sikeres szavazás után 2005-ben egyesült a két közigazgatás. Manapság 25 000 lakosa van a térségnek. Rapperswil-Jona St. Gallen után a második legnagyobb járás a kantonon belül.

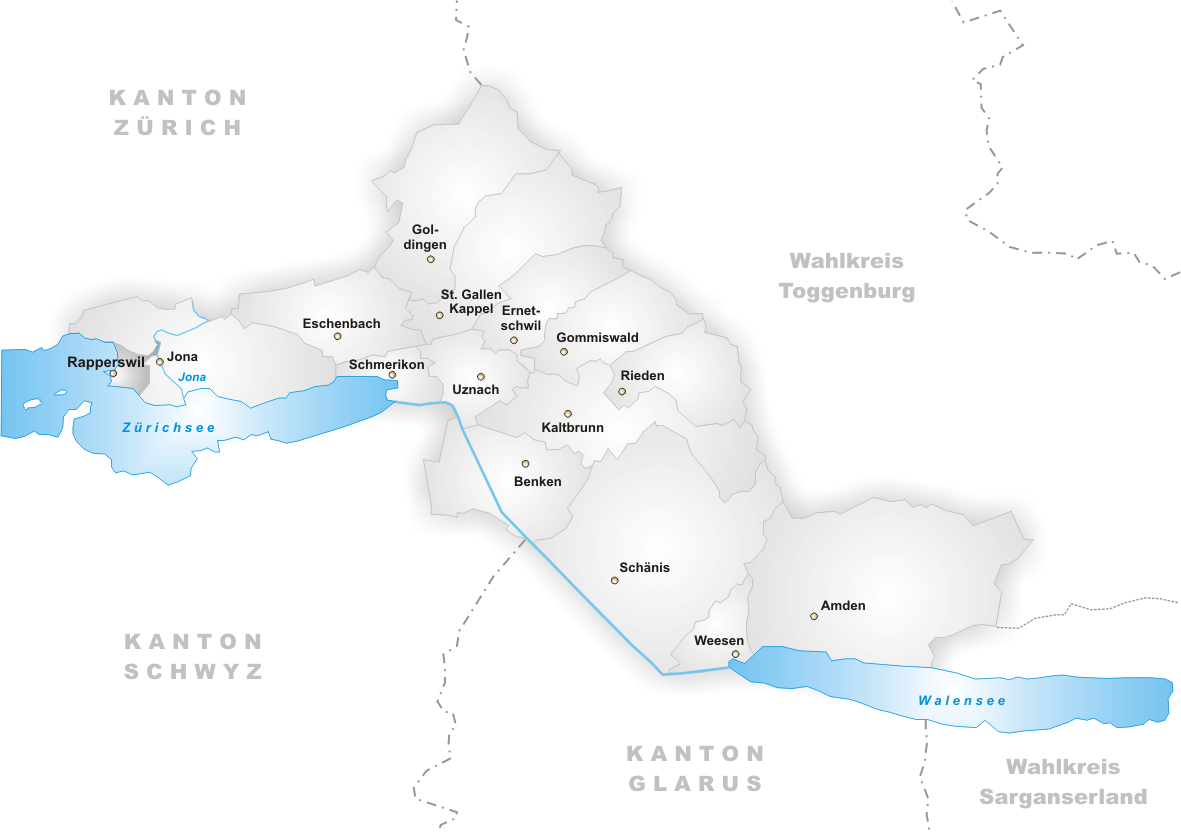
Az egykori Rapperswil járás elhelyezkedése

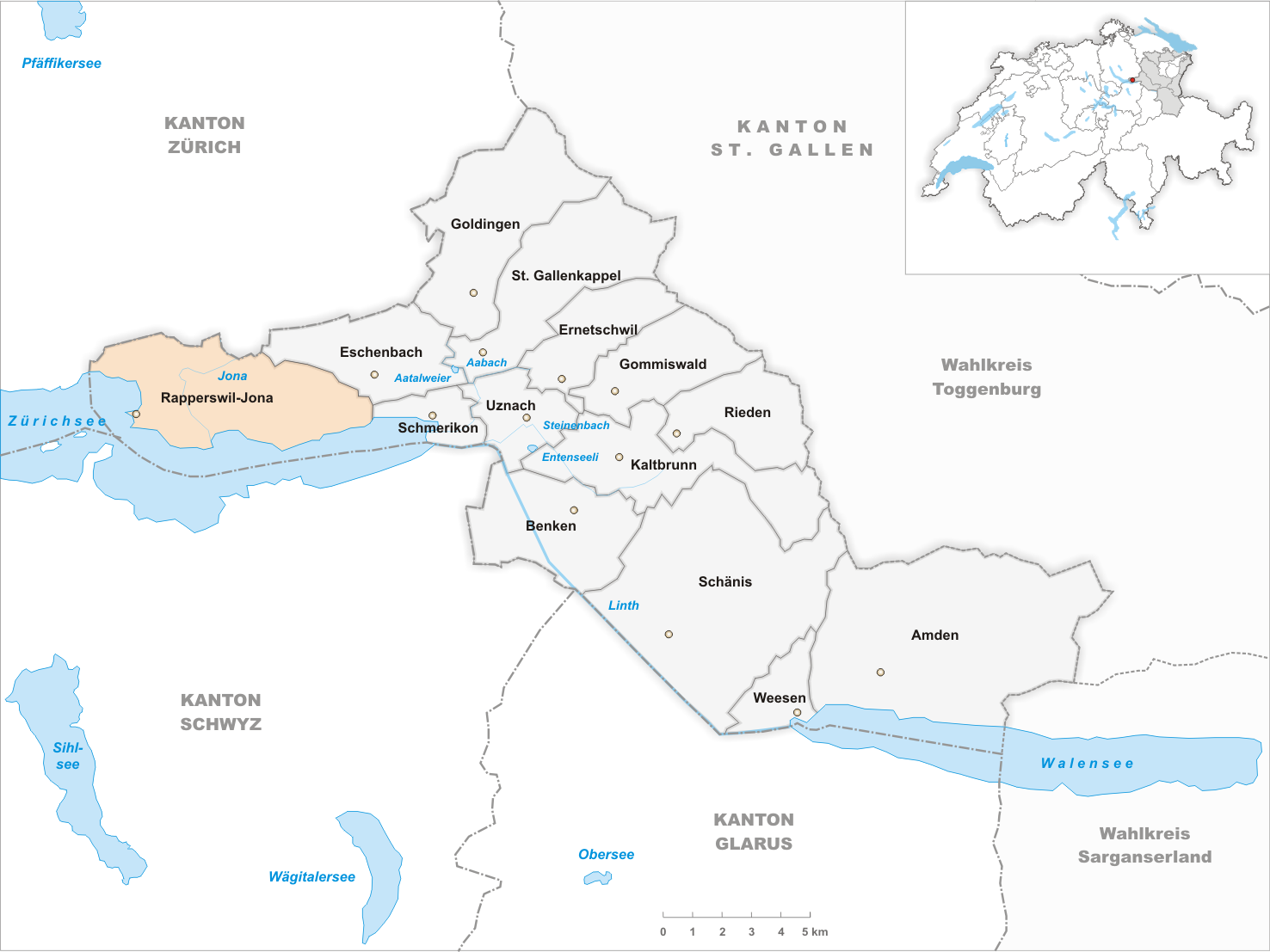
Rapperswil-Jona járás elhelyezkedése